# 현대 이교

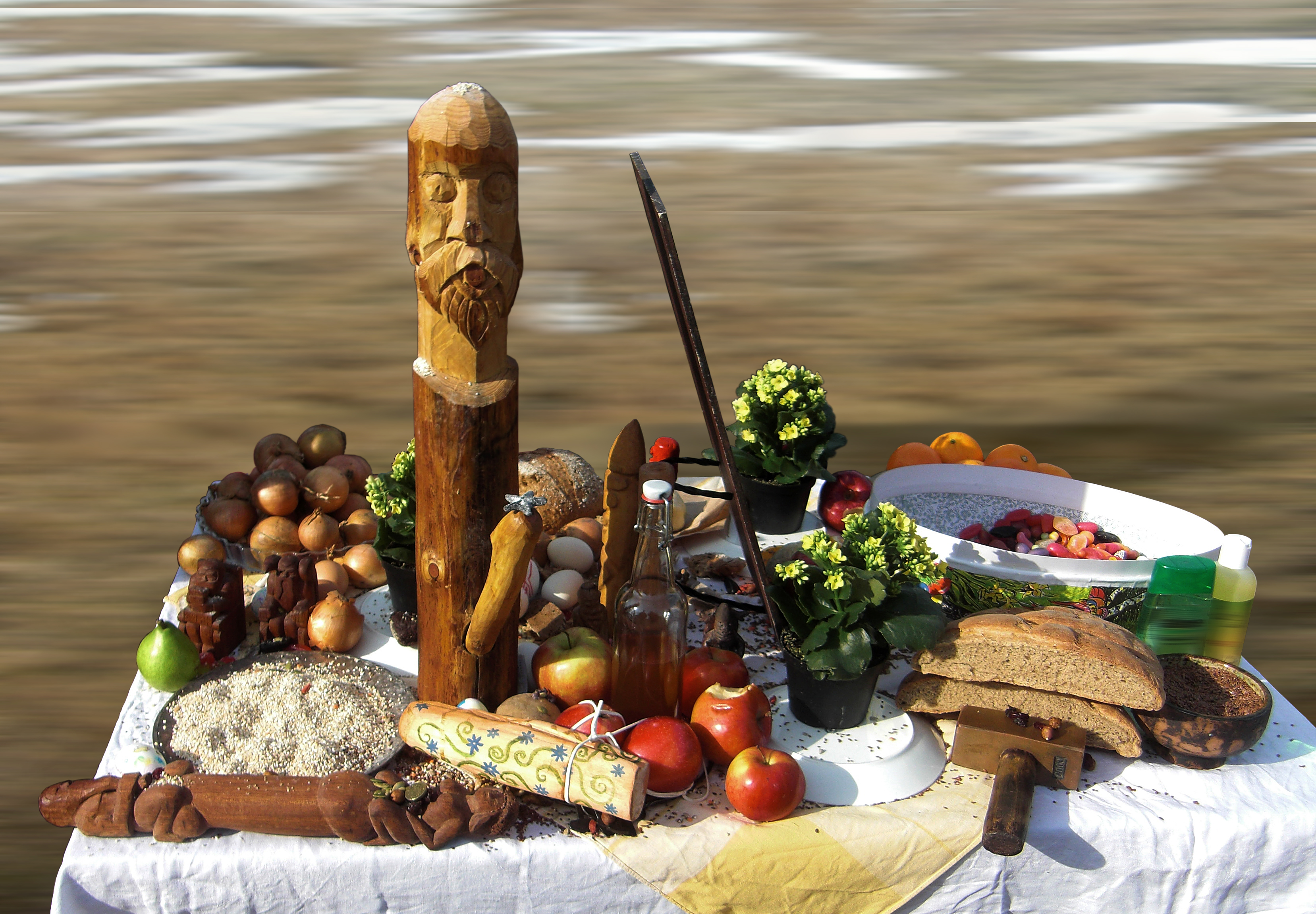

현대 이교(modern paganism) 또는 신이교(neopaganism, neo-paganism)는 기독교 이전에 유럽에서 믿던 종교에서 영향을 받은 다양한 종류의 현대 종교 부흥 운동을 일컫는 말이다. 네오페이건운동은 다신교, 애니미즘, 범신론 등을 기반으로한 다양한 종교를 포함하고 있다.

## 종류
네오페이건 운동은 크게 기독교 이전의 이교를 비롯한 민족 고유의 신앙을 부흥시키려는 민족주의적 운동과 주로 영국과 미국에서 시작된 포스트모더니즘과 절충주의적인 신종교 운동으로 구분될 수 있다. 가장 큰 네오페이건 종교는 위카이며, 더 많은 다양한 크기의 의미있는 종교단체들이 존재한다.

### 재건주의
- 게르만 신이교
- 켈트 신이교
- 로드노베리예(슬라브 신이교)
- 발트 신이교
- 그리스교
- 케메트교(이집트 신이교)

### 절충주의
- 위카
- 여신 운동
- 신드루이드교

## 같이 보기
- 이교 (종교)
- 다신교
- 신비주의
- 애니미즘
- 범신론